# Челпаново (Мордовия)
Челпаново (эрз. Целпанова) — село в Атяшевском районе Мордовии. Входит в состав Киржеманского сельского поселения.

## География
Расположено в 30 км от районного центра и железнодорожной станции Атяшево. Находится на реке Керзалейка.

## Население
По данным 1859 г., Челпаново — деревня удельная из 168 дворов (1569 чел.) Ардатовского уезда.
По сведениям 1910—1911 г., в селе Челпаново насчитывались 385 дворов (2446 чел.).
| 2002 | 2010 |
| ---- | ---- |
| 432  | ↘339 |

Национальный состав — в основном мордва-эрзя.

## Этимология
Название села восходит к дохристианскому мужскому имени Челпан (Чулпан, Чолпан), которое в свою очередь имеет домусульманские тюркские корни.
Согласно Толкового словаря живого великорусского языка В. И. Даля слово «челпан» означает курган, холм, гора, возвышенность, каравай хлеба, цельный, непочатый хлеб.
В генеральных переписях мордвы Алатырского уезда, проводившихся в 1624, 1671, 1696 гг., часто встречается имя Челпан. В переписи 1671 г. в деревне Челпаново упоминается имя Мирки Челпанова.

## История
Челпаново было основано до 1671 года переселенцами из деревни Инелей.
Из «Переписной книги мордовских селений Алатырского уезда 1671 года»: «И всего в деревне Инелеях да в деревне Челпанове 36 дворов, людей в них по имяном 53 человека».
Жители этих деревень участвовали в Гражданской войне 1670—1671 гг.

Челпановская мордва приняла православие в 1740-х годах по указу императрицы Елизаветы Петровны; в дальнейшем новокрещенцы входили в приходы соседних сел.

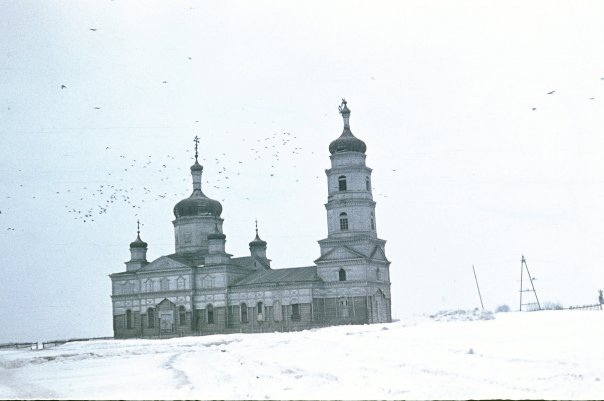
Храм Казанской иконы Божией Матери (год постройки 1861 г.)

В 1861 году был построен собственный крупный деревянный храм в честь Казанской иконы Божией Матери, обновленный и расширенный в 1902—1904 гг.
С 1898 г. имелась смешанная двухклассная церковно-приходская школа. В советское время храм использовался в хозяйственных целях, однако разрушениям не подвергался. В 1970-х годах он прошел паспортизацию и был поставлен на государственную охрану как памятник архитектуры республиканского значения.
Сберечь памятник не удалось: церковь сгорела. Специалисты отмечали, что в архитектурном отношении челпановская церковь широко использовала традиции каменного зодчества. По облику этот храм относился в Мордовии к наиболее запоминающимся, интересным и редким памятникам деревянного зодчества.
Население села традиционно занималось земледелием, животноводством, бортничеством, хмелеводством, ремёслами, промыслами, торговлей. Имелись две школы, церковь, народная библиотека и больница, пять солодовен, одна маслобойка, семь ветряных мельниц, две красильни, поташное заведение, десять лавок. На территории села проходили базары и торговля.

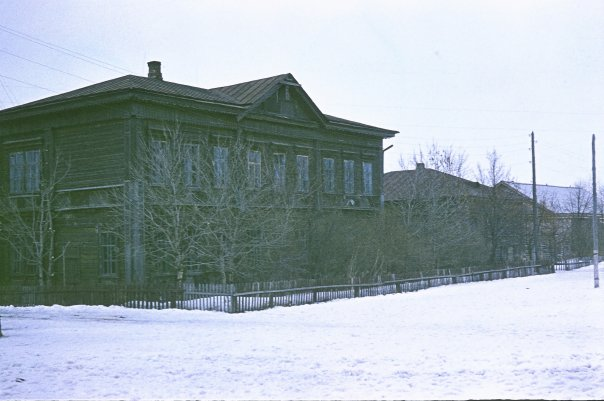
Здание Челпановской школы до 1988 г.

В годы Великой Отечественной войны с села Челпанова на фронт ушли 470 человек, многие из их числа были добровольцами, 239 человек не вернулись с фронта.
В начале 1930-х гг. в Челпанове были организованы колхозы им. М. Горького, «Ударник», «XVII партсъезд», им. Пушкина, в пойме реки Нуи была создана коммуна «Правда», преобразованная вскоре в колхоз «8-е Марта», с 1950 г. — объединённое хозяйство им. Горького, с 1957 г. — колхоз им. Ленина (с. Киржеманы и Челпаново), с 1986 г. — «Челпановский», с 1997 г. — СХПК.

## Инфраструктура
В современном селе имеются: средняя школа, детский сад, библиотека, дом культуры, медицинский пункт, отделение связи, хлебопекарня, маслобойка, 3 магазина.
В 90-х годах село было полностью газифицировано. Жилой фонд на 65 % представлен деревянными частными домами.
На трёх улицах бетонное покрытие проезжей части.

## Памятники
В Челпаново установлены памятники: В. И. Ленину, Герою Советского Союза А. Ф. Пугачёву.

## Известные жители и уроженцы
Котков Константин Александрович (18 ноября 1911, Челпаново, Симбирская губерния — 2 января 1996, г. Саранск) — историк, педагог, кандидат исторических наук (1947), доцент (1970), один из авторов и составителей «Истории Мордовской АССР», награждён медалью «За доблестный труд в Великой Отечественной войне 1941—1945 гг.», присвоено почётное звание «Заслуженный деятель науки МАССР».[11][12][13]
Пугачёв Арсений Вилиппович (1922, Челпаново, Симбирская губерния — 8 октября 1943, Дымерский район, Киевская область) — советский офицер, участник Великой Отечественной войны, Герой Советского Союза (1943).
Тутушкин Сергей Петрович (1922, Челпаново, Симбирская губерния — 5 сентября 2017) — генерал-майор, участник Великой Отечественной войны, награждён Орденами Красной Звезды, Отечественной Войны I-II степеней, Красного Знамени, Октябрьской Революции, Медалью «За Отвагу».[14][15]
Давыдов Михаил Матвеевич (6 апреля 1921, Челпаново, Симбирская губерния — 23 июня 1980, г. Саранск) — языковед, педагог, кандидат филологических наук (1965), доцент (1978).[11]
Бибин Михаил Тихонович (15 июля 1929, Челпаново, Симбирская губерния — 18 мая 2009) — языковед, кандидат филологических наук (1965), доцент (1971), организатор педагогического образования, с 1972 по 1992 г. ректор Мордовского государственного педагогического института имени М. Е. Евсевьева, награждён орденом «Знак Почёта», медалью «За доблестный труд», Почётной Грамотой Республики Мордовия, присвоено почётное звание «Заслуженный работник культуры МАССР».[11][16]
Симдяшкин Сергей Иванович (15 октября 1930, Челпаново, Атяшевский район Мордовской АССР — 11 апреля 2006) — педагог, Заслуженный учитель школы РСФСР (1976), награждён медалью «За доблестный труд». [10]
Бибина Татьяна Николаевна (1939, Челпаново, Атяшевский район Мордовской АССР — 20 мая 1960) — крановщица, пожертвовавшая своей жизнью ради спасения женщин и детей.[17]
Измалкин Геннадий Михайлович (21 октября 1926 г., Челпаново, Симбирская губерния) — советско-партийный работник, с 1973 по 1985 г. — секретарь Мордовского обкома КПСС, председатель и депутат Верховного Совета МАССР, награждён Орденами Трудового Красного Знамени, Отечественной Войны II Степени, Орденом Славы III Степени Республики Мордовия, Медалью «За победу над Японией», Почётной Грамотой Республики Мордовия, присвоено звание «Лауреат Государственной Премии Республики Мордовия».[11][18]
Лончин Геннадий Михайлович (6 ноября 1948, Челпаново, Атяшевский район Мордовской АССР) — физик, педагог, кандидат физико-математических наук (1979), доцент (1983) с 2001 по 2018 г. ректор Мордовского республиканского института образования, награждён Почётной Грамотой Республики Мордовия, присвоено почётное звание «Заслуженный Работник образования Республики Мордовия».[11][19]
Бибин Михаил Андреевич (20 августа 1951 г., Челпаново, Атяшевский район Мордовской АССР ) — историк, доцент (1986), доктор исторических наук (2002), ведущий научный сотрудник ГКУ РМ «НИИ ГН при Правительстве РМ».[11]
Аранович Ольга Геннадьевна (30 октября 1962 г., Челпаново, Атяшевский район Мордовской АССР) — кандидат экономических наук (2000), доцент кафедры менеджмента МГУ им. Н. П. Огарёва.[20]
Вдовин Евгений Александрович (03.03.83г., Алово, Атяшевский район Мордовской АССР) — кандидат культурологии, руководитель ведущего учебного заведения страны, присвоено спортивное звание "Мастер спорта России" (победитель и призёр всероссийских соревнований по силовому троеборью, рекордсмен РМ), награждён Орденом Славы III степени РМ, медалью «За Заслуги перед РМ», Почётной Грамотой РМ, Почётным Знаком Главы РМ «За личный вклад в развитие РМ», Знаком Отличия Министерства просвещения РФ «Отличник просвещения РФ», присвоены звания «Лауреат Премии Главы РМ» и «Почётный работник воспитания и просвещения РФ», присвоено почётное звание «Заслуженный работник образования РМ».[21]

## Фотографии

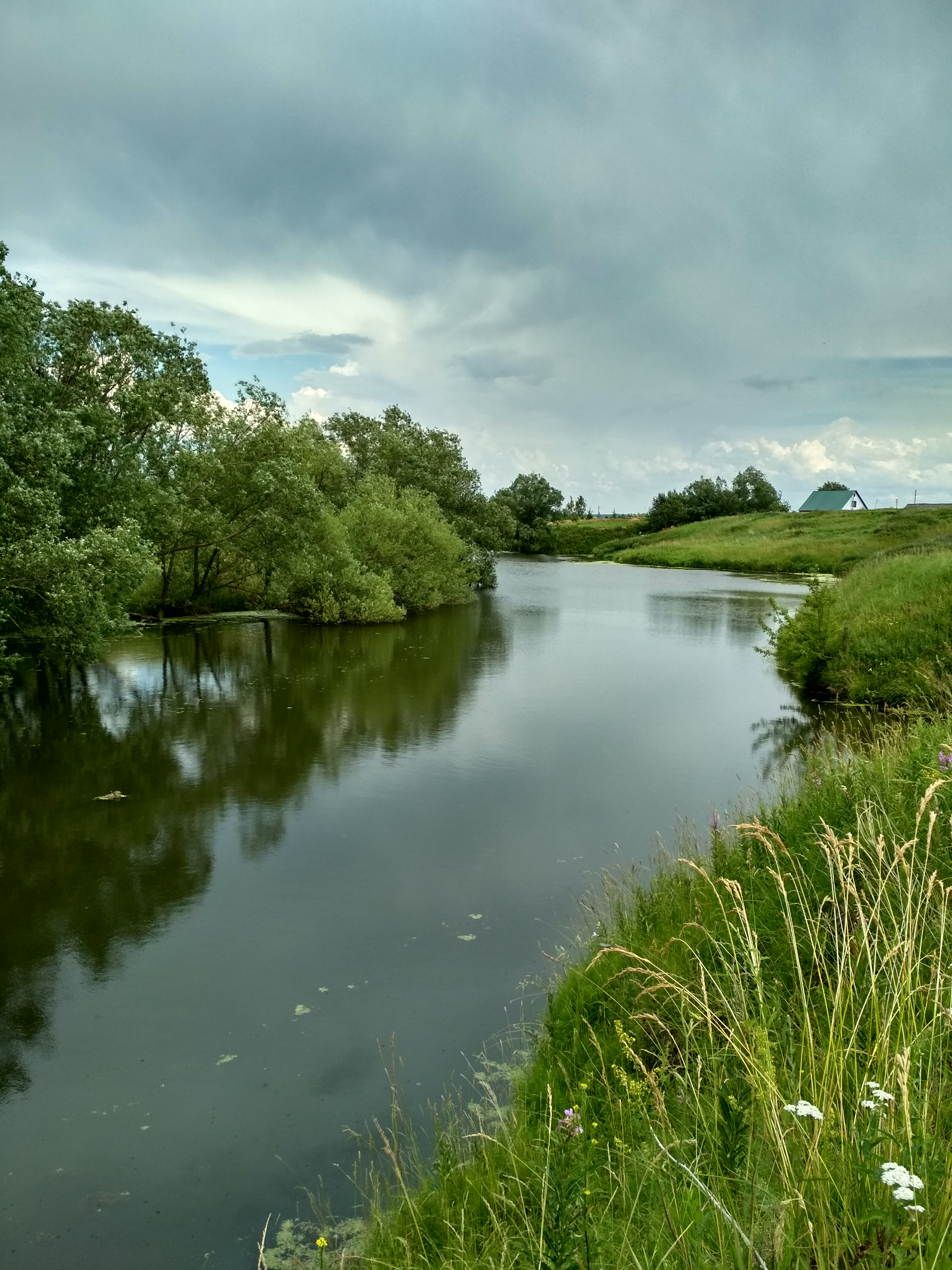
Река Керзалейка
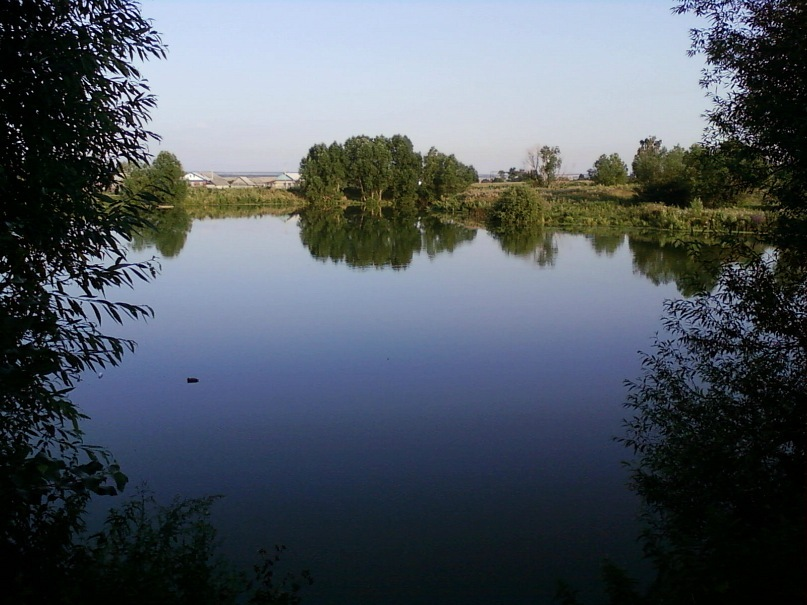
Челпановский пруд
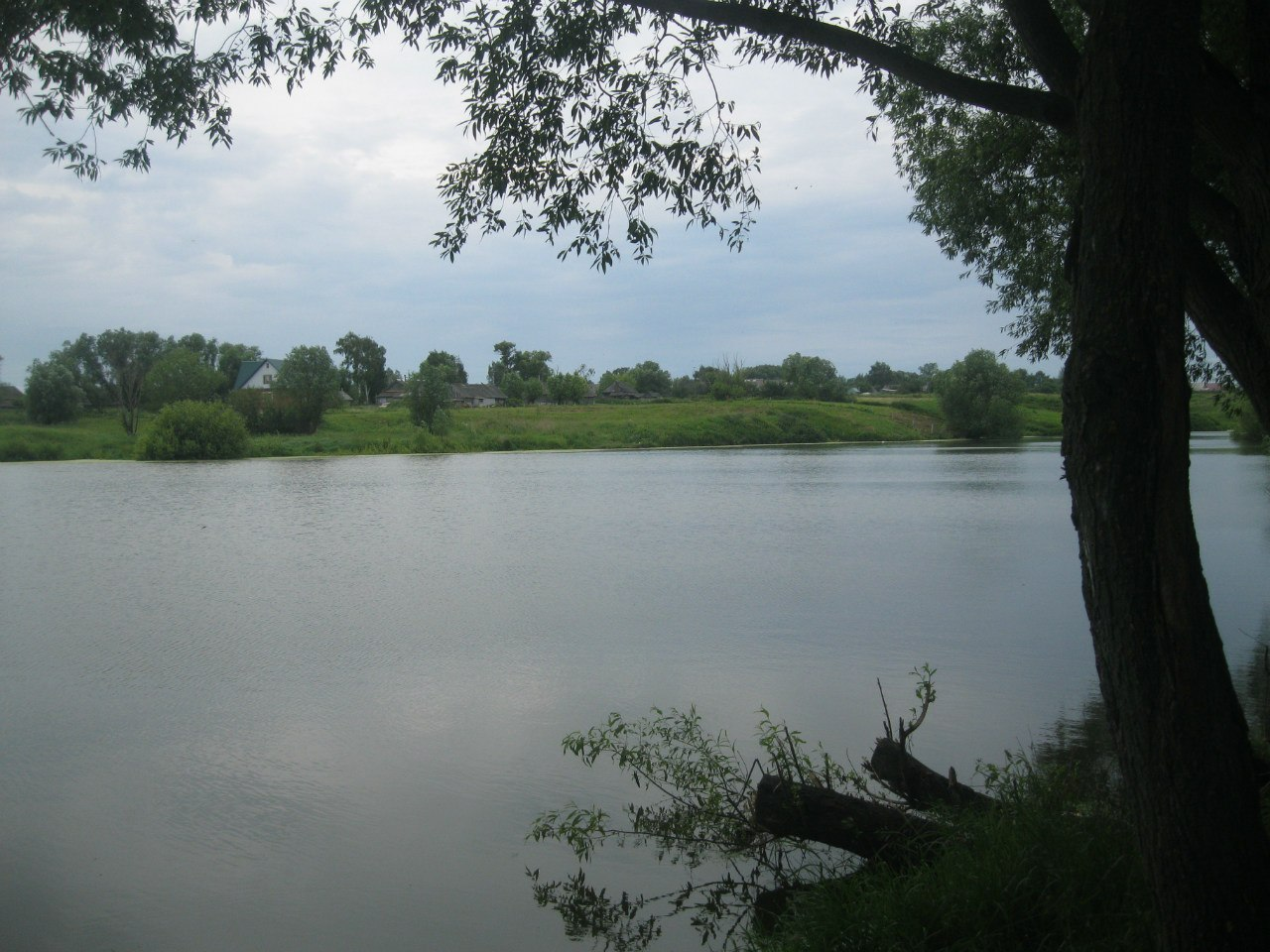
Челпановский пруд
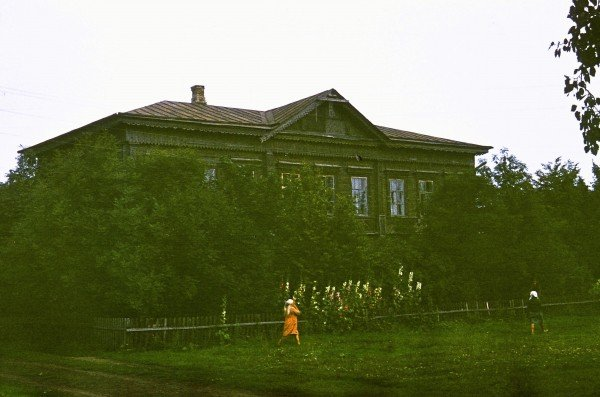
Здание Челпановской школы (до 1988 г.)
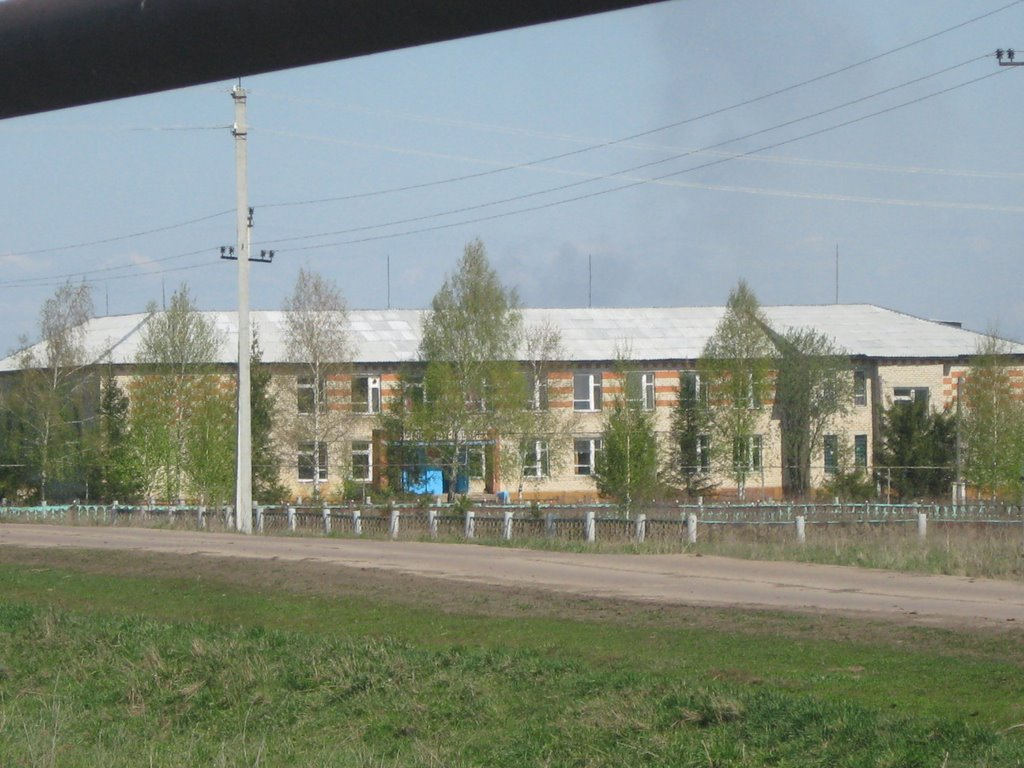
Здание Челпановской школы (2005 г.)
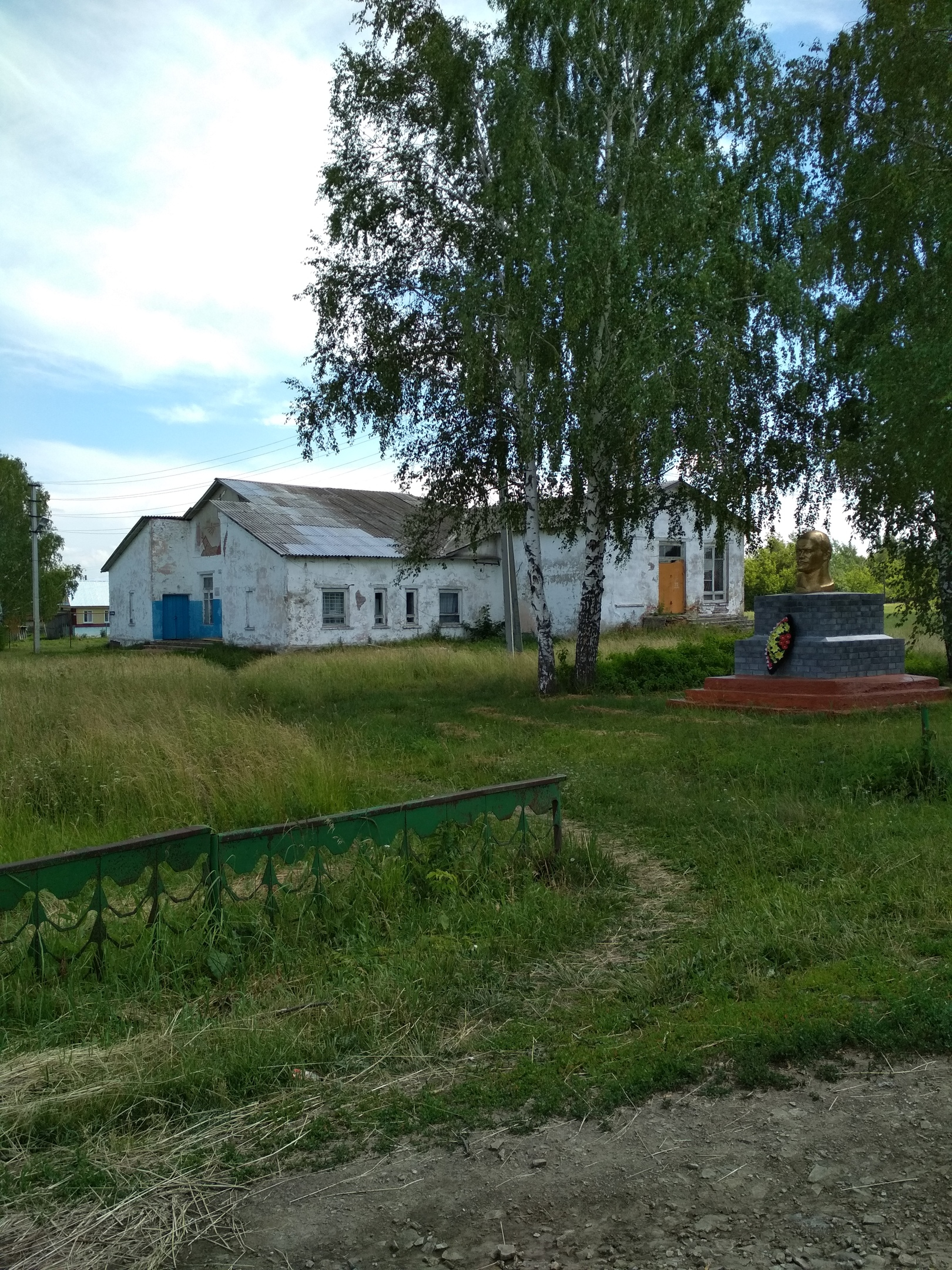
Памятник В.И.Ленину в селе Челпаново
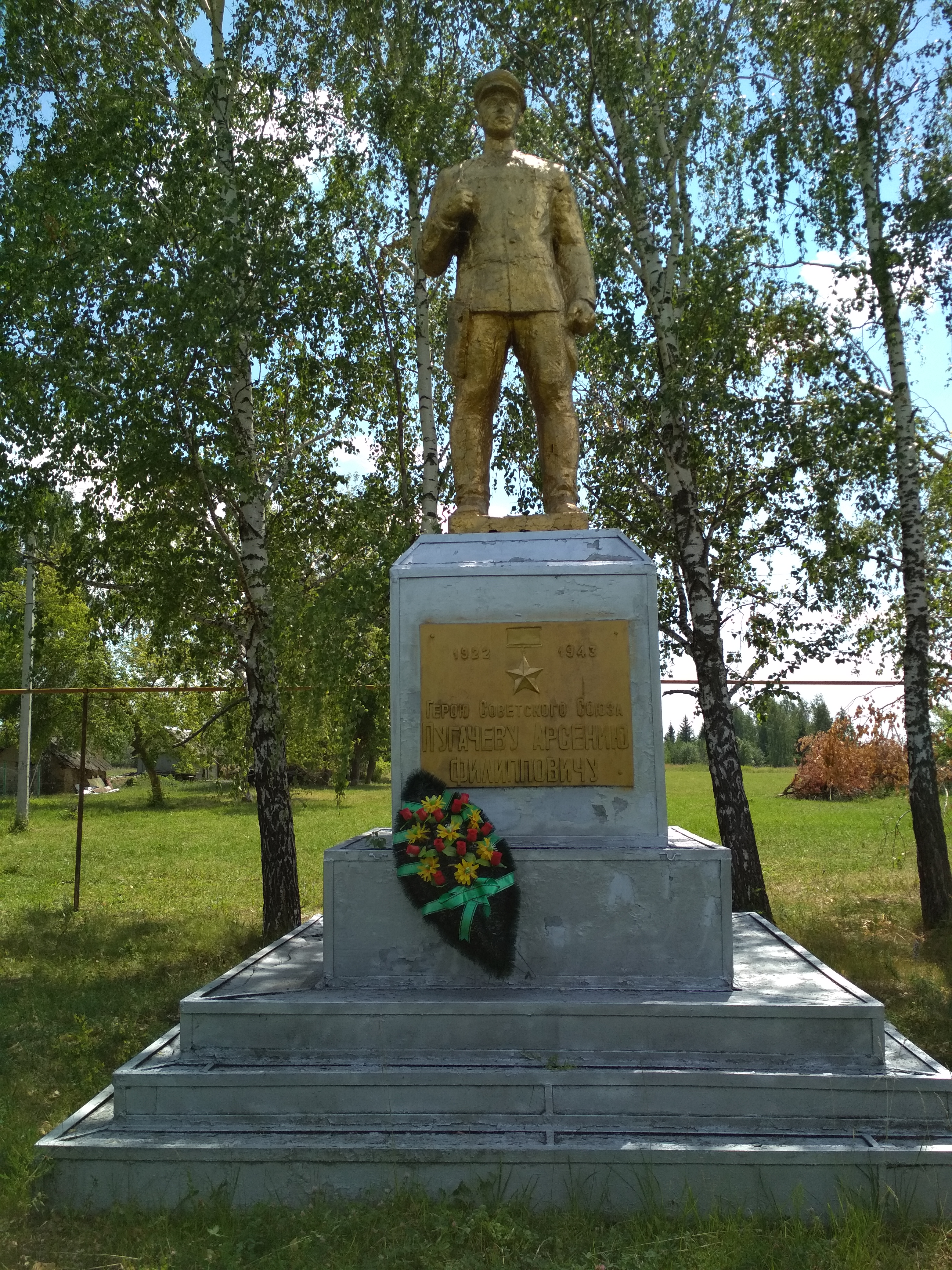
Памятник Герою Советского Союза А.Ф.Пугачёву
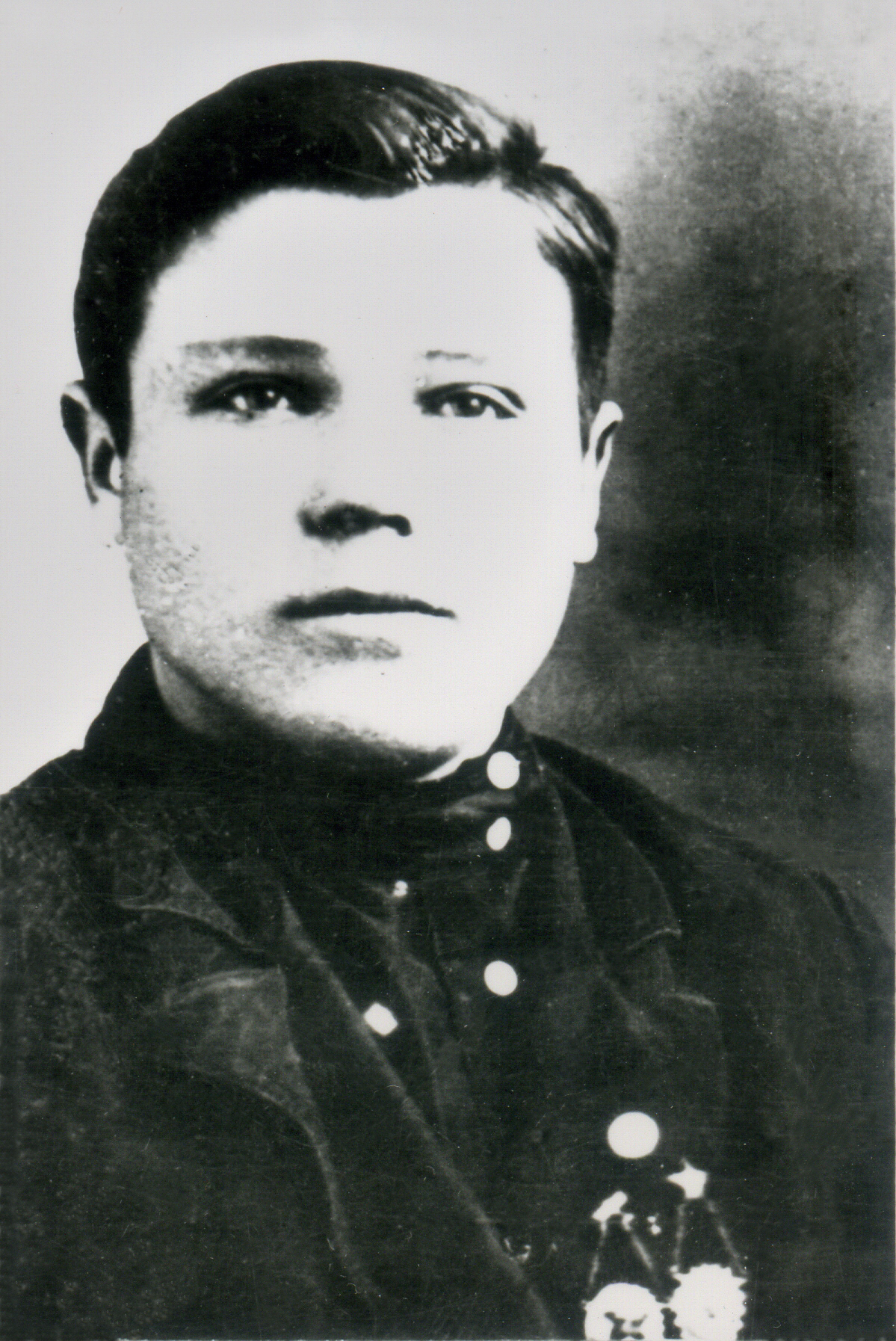
Уроженец села Челпаново Герой Советского Союза А.Ф.Пугачёв
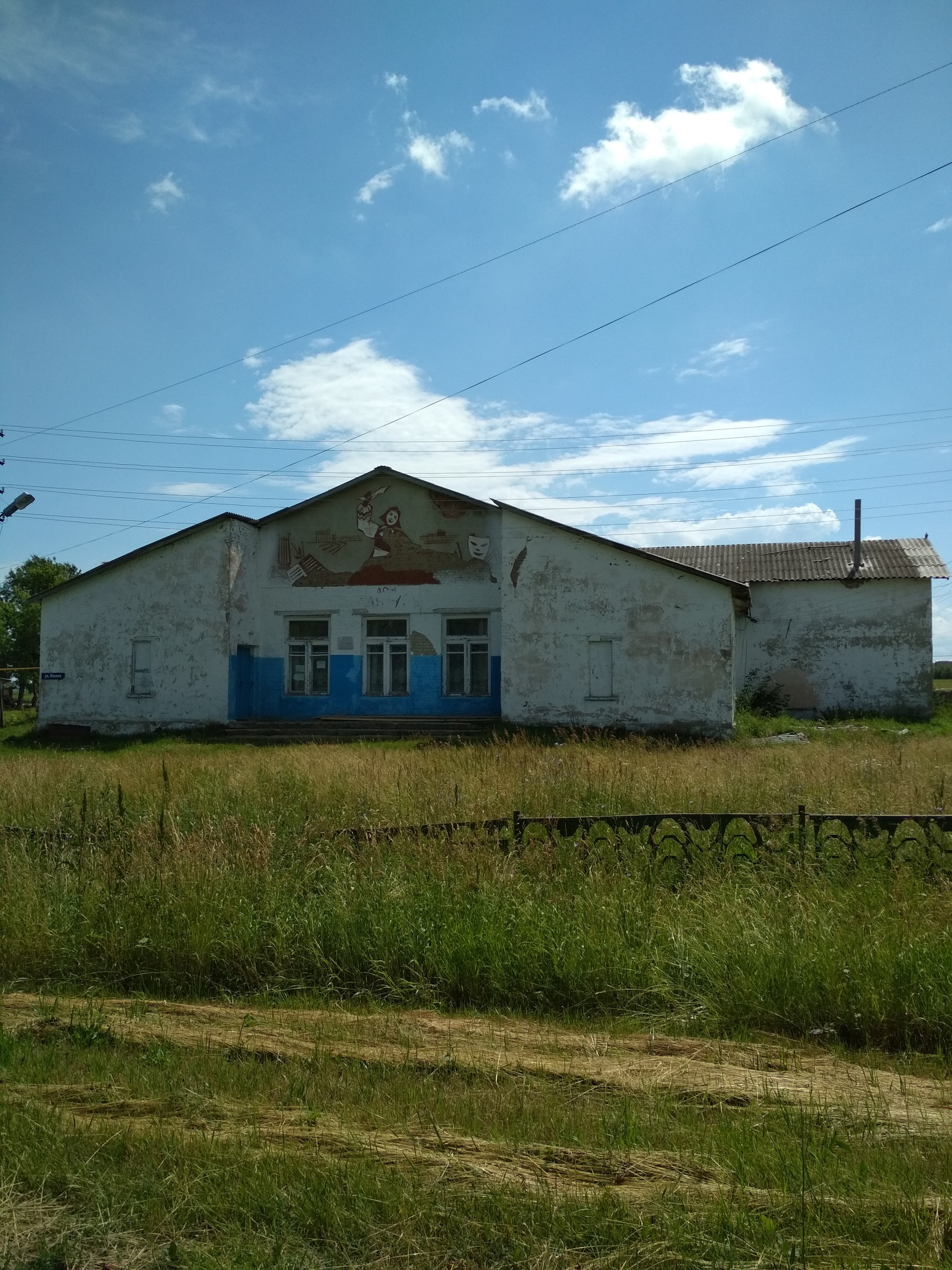
Челпановский сельский дом культуры
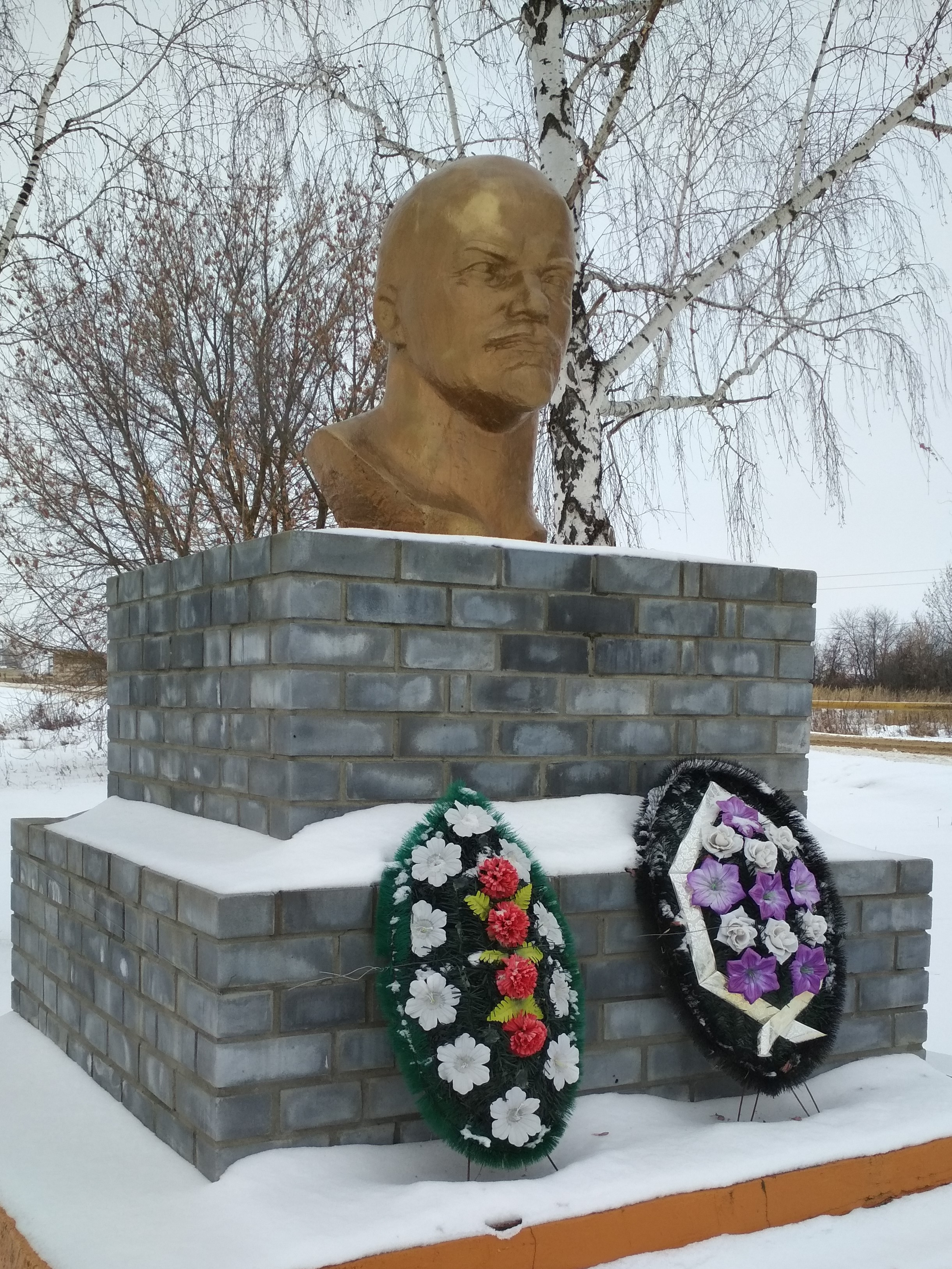
Памятник В.И.Ленину в селе Челпаново
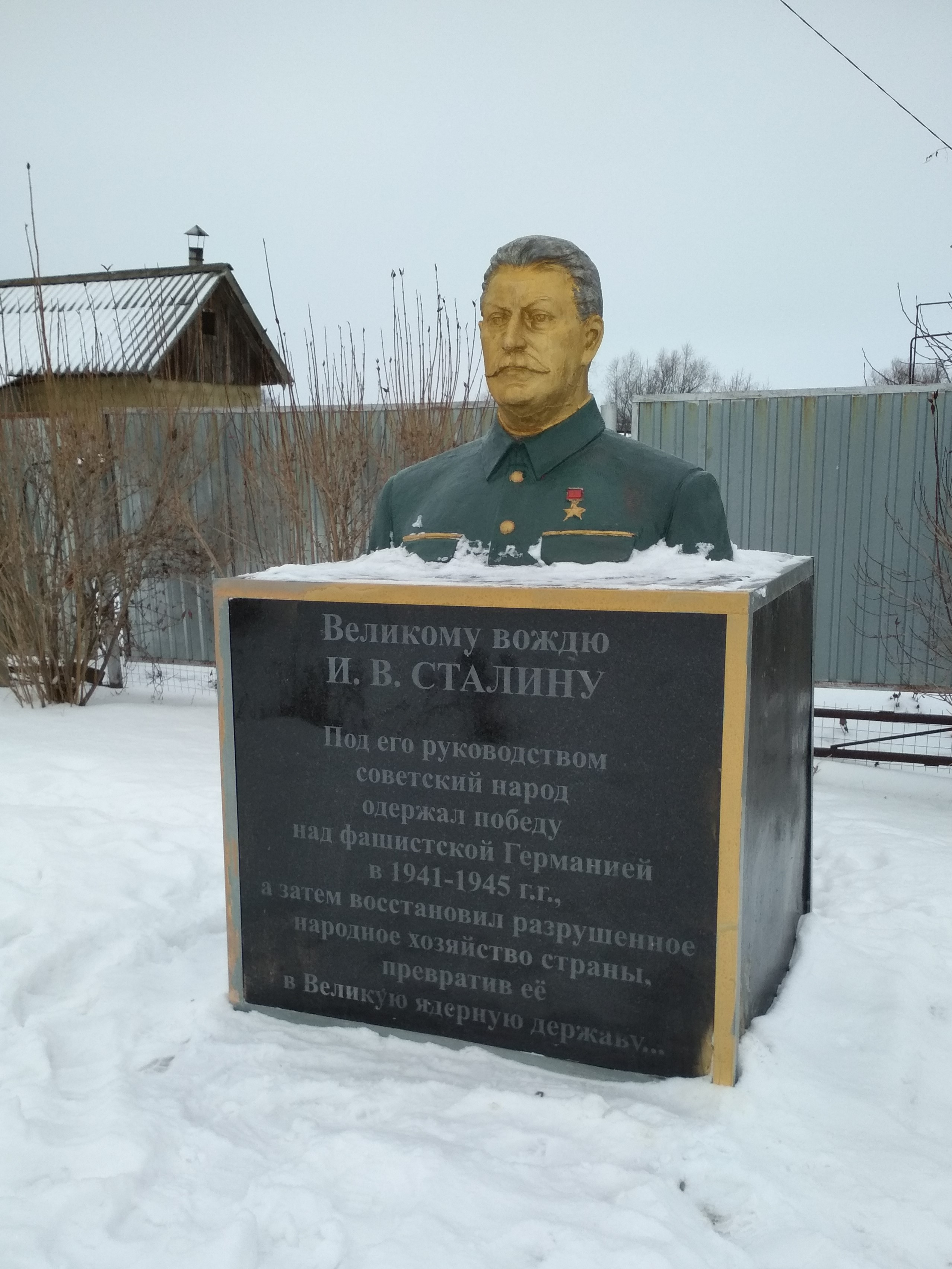
Памятник И.В.Сталину в селе Челпаново

## Источник
Т. Н. Кадерова. Челпаново // Мордовия : Энциклопедия : в 2 т. / гл. ред. А. И. Сухарев. — Саранск : Институт гуманитарных наук при Правительстве Республики Мордовия, 2004. — Т. 2 (М—Я). — С. 504. — 704 с. — ISBN 5-900029-08-5.